# Relaciones México-Tonga
Las naciones de México y Tonga establecieron relaciones diplomáticas en 2008. Ambas naciones son miembros de las Naciones Unidas.

## Historia
México y Tonga establecieron relaciones diplomáticas el 26 de septiembre de 2008. Los contactos bilaterales entre ambas naciones son prácticamente inexistentes y las relaciones se desarrollan exclusivamente en foros multilaterales como en las Naciones Unidas. 
En noviembre de 2010, el Jefe de la División de Cambio Climático Ministerio de Medio Ambiente y Cambio Climático de Tonga, Sione Tukia Lepa, representó a Tonga en la Conferencia de las Naciones Unidas sobre el Cambio Climático de 2010 celebrado en Cancún. En enero de 2012, Rosaura Leonora Rueda Gutiérrez se convirtió en la primera embajadora mexicana en presentar credenciales al Rey Tupou VI de Tonga.
Hay un interés mutuo por fortalecer la relación bilateral entre ambos países en temas como la cooperación técnica, educativa y cultural que promueva el desarrollo de Tonga, incluida la capacitación técnica de los jóvenes tonganos, el aprendizaje del español en las escuelas y la difusión de la cultura mexicana. Desde 2016, el gobierno mexicano ofrece cada año becas a los ciudadanos de Tonga para estudiar estudios de posgrado en instituciones de educación superior mexicanas.
En 2023, ambas naciones celebraron 15 años de relaciones diplomáticas.

## Misiones diplomáticas
- México está acreditado ante Tonga a través de su embajada en Wellington, Nueva Zelanda.[5]
- Tonga está acreditado ante México a través de su Representación Permanente ante las Naciones Unidas en Nueva York, Estados Unidos.[6]